# Ekonomiåret 1974
Ekonomiåret 1974 präglades i västvärlden av den internationella lågkonjunktur, som utlösts efter första oljekrisen.

## Händelser
- Maj – I Sverige enas Socialdemokraterna och Folkpartiet i den så kallade Hagaöverenskommelsen om en skatteomläggning.
- 13 december – Sveriges riksdag beslutar att 15 % av de svenska företagens vinst över en miljon skall avsättas i en investeringsfond.
- Den svenska regeringen och mittenpartierna presenterar ett omfattande stimulanspaket för den svenska ekonomin.
- Den svenska momsen sänks tillfälligt.
- Den svenska inkomstskatten sänks.
- Postbanken och Sveriges Kreditbank går samman och bildar PKbanken.

## Bildade företag
- Aktiebolaget Trav och Galopp, svenskt spelföretag.

## Uppköp
- Walls Bryggeri köps av Banco Bryggeri.

## Priser och utmärkelser
- 10 december - Sveriges Riksbanks pris i ekonomisk vetenskap till Alfred Nobels minne: Delat pris mellan Gunnar Myrdal, Sverige och Friedrich Hayek, Österrike.[1]

## Födda
- 27 juni – Christopher O'Neill, brittisk-amerikansk finansman, gift med prinsessan Madeleine.

## Avlidna
- 21 april – Ragnar Söderberg, 74, svensk affärsman.
- 4 september – Tage Thomasson, 79, svensk företagsledare.

### Fotnoter
1. ↑  ”All Nobel Prizes” (på engelska). Nobelpriset. http://www.nobelprize.org/nobel_prizes/lists/all/index.html. Läst 19 augusti 2012.